# 川西町 (福井県)
川西町（かわにしちょう）は、かつて福井県坂井郡にあった町。
1967年（昭和42年）5月17日に福井市に編入されたために消滅した。川西町役場は川西連絡所となった。約2ヵ月半後の7月30日には吉田郡森田町も福井市に編入されている。

## 地理
- 九頭竜川

## 歴史
- 1955年（昭和30年）3月31日 - 鶉村、本郷村、棗村及び鷹巣村が合併して、川西村が発足する。
- 1957年（昭和32年）
  - 1月1日 - 川西村が浜四郷村の区域の内、大字小尉、大字円納、大字藤瀬及び大字砂子田の区域を編入する。
  - 4月1日 - 川西村が大安寺村の区域の内、大字剣大谷、大字江上、大字御所垣内、大字仙、大字島山梨子及び大字内山梨子の区域を編入する。
  - 7月10日 - 川西村が町制施行して、川西町となる。
- 1967年（昭和42年）5月17日 - 福井市に編入する。

## 娯楽
- 鷹巣会館 - 映画館

## 名所・旧跡・観光スポット
- 免鳥長山古墳
- 鷹巣城
- 朝倉山城
- 三宅黒丸城
- 法土寺遺跡

## 著名な出身者
- 川上テルヒサ - シンガーソングライター